# Sanaa Seif
Sanaa Seif, née le 20 décembre 1993, est une militante égyptienne et monteuse de films qui a participé activement à la révolution égyptienne de 2011.

## Biographie
Née en décembre 1993, Sanaa Seif appartient à une famille bien connue et très active sur le plan politique. Son père, Ahmed Seif, est un militant et un avocat des droits de l'homme jusqu'à sa mort en 2014. La mère de Sanaa, Laila Soueif, est professeur à l'université du Caire et militante politique pour la liberté académique en Égypte. Ses deux frères et sœurs aînés sont également bien connus de la communauté militante. Son frère Alaa Abdel Fattah devient une icône lors des soulèvements de 2011 qui renverse le régime de Hosni Moubarak. Sa sœur Mona Seif est une chercheuse en génétique et une militante politique qui cofonde un mouvement égyptien contre les procès militaires de civils.
Sa première expérience de la protestation politique a lieu lorsqu'elle s'implique dans un mouvement se souvenant de Khaled Saïd. Son militantisme ne fait que croître à partir de là et à 17 ans, Sanaa Seif, après avoir vécu les manifestations de la place Tahrir, lance un journal indépendant al-gornal avec quelques amis. Ce journal indépendant, qui aborde des questions au cœur du Printemps arabe, devient rapidement populaire et sa production atteint plus de 30 000 exemplaires par numéro.
Elle devient monteuse de cinéma.
Elle est arrêtée par les forces de sécurité le 23 juin 2020 alors qu’elle tente de déposer plainte pour une agression violente qu’elle avait subie la veille devant le centre pénitentiaire de Tora, à la vue de membres des forces de sécurité.
En 2021, elle est condamnée à 18 mois de prison notamment pour diffusion de « fausses informations » relatives au Covid-19,.

### Liens
- Ressource relative à l'audiovisuel :   - IMDb